# 르네 고시니
르네 고시니(René Goscinny, 1926년 8월 14일 - 1977년 11월 5일)는 프랑스의 유머작가이자 편집자이다. 가장 잘 알려진 작품으로는 알베르 우테르조(Albert Uderzo)와 함께 작업한 만화 ‘아스테릭스(Astérix)’시리즈와 삽화가 장 자크 상페(Jean-Jacques Sempé)와 함께 작업한 ‘꼬마 니콜라(Le Petit Nicholas)’시리즈, 모리스(Morris)와 함께 작업한 '럭키 루크(Lucky Luke)' 시리즈가 있다.

## 생애

### 유년기와 초기 작품 활동
르네 고시니는 1926년 8월 14일 파리에서 태어났다. 1928년 가족과 함께 아르헨티나로 이민을 간 뒤 그곳에서 유년시절을 보냈다. 1943년 그가 학교를 졸업하자마자 아버지가 세상을 떠났고 고시니는 더 이상의 공부를 포기해야만 했다.
이후 그는 삼촌의 제의로 1945년 뉴욕으로 건너갔다. 전쟁에 참여하기 위해 다시 유럽으로 돌아가야 하긴 했지만 그는 복무기간이 끝나자 곧 뉴욕으로 복귀했다. 부족한 영어실력 때문에 고시니는 2년간 여러 직장을 전전해야만 했다. 그러나 모리스(Morris)라는 필명으로 알려진 뮤리스 드 베베르(Maurice de Bévére)와 하비 커츠만(Harvey Kurtzman)을 만나게 되면서 상황이 변화했다. 커츠만은 고시니에게 일러스트레이터로 일할 수 있는 여러 작업을 제안하고, 후에 유명한 MAD 메거진(MAD-magazine)의 창업자가 되는 데이비스(Davis), 엘더(Elder), 우드(Wood)에게 그를 소개한다.

### 파리로의 귀환
행운은 계속되어 그는 브뤼셀의 출판사 월드 프레스(World Press)의 제작자인 조르주 트와퐁탄느(George Troisfontaines)의 초대를 받아들이기로 한다. 그리고 자신을 벨기에의 뒤퓌(Dupuis)사에 소개하기로 마음먹는다. 이후 그는 파리에 정착하고, 1952년 월드 프레스(World Press) 파리지점에 들어가 노르망디에서 온 젊은 만화가 알베르 우데르조의 만남을 시작하게 된다. 이곳에서 고시니는 우데르조와 우정을 쌓으며 모리스가 그린 ‘럭키 루크’의 각본 작업을 시작한다. 이때부터 그는 일러스트레이터로서의 활동을 그만두고 본격적으로 작가로서 활동하며 경력을 쌓기 시작한다.
1956년 고시니는 삽화가인 장 자크 상페와 함께 ‘꼬마 니콜라’의 스토리를 만든다. ‘꼬마 니콜라’는 <르 미스티크(Le Mystique)>에서 처음 출판된 뒤 1958년 <쉬드 웨스트 디망쉬(Sud Ouest Dimanche)>에서 재출판 되었다.
1956년, 고시니는 <땡땡(Tintin)>지와의 작업을 시작한다. 그는 조 앙제노(Jo Angenot)와 알베르 웨인베르(Albert Weinberg)를 위해 몇편의 단편을 쓰고, 디노 아타나시오(Dino Attanasio)와 ‘시뇨르 스파게티(Signor Spaghetti)’, 보브 드 무르(Bod de Moor)와 ‘트릭씨(Monsieur Tric), 마레샬(Maréchal)과 ’프뤼당스 프티파스(Prudence Petitpas), 티베(Tibet)와 ‘알퐁스(Alphonse)', 앙드레 프랑캥(André Franquin)과 '모데스트 에 퐁퐁(Modeste et Pompon)', 베르크(Berck)와 '스트라퐁땡(Strapontin)', 그리고 우데르조와 '움파파(Oumpah-Pah)'를 작업한다.

### <필로트>지와 아스테릭스
1959년 고시니는 우데르조. 샤를리에와 함께 <필로트(Pilote)>지를 창간한다. 그리고 창간호에 고시니와 우데르조의 가장 유명한 작품인‘아스테릭스’가 최초로 연재되기 시작한다. 유명세가 커지면서 고시니는 한번에 여러 작업을 맡게 되는데 우데르조와의 ‘아스테릭스’시리즈 작업을 진행하는 동시에 상페와 ‘꼬마 나콜라’시리즈를 이어 나갔으며. ‘럭키 루크’의 작업도 계속 진행했다.

#### 아스테릭스효과
'아스테릭스‘시리즈는 큰 인기를 끌며 고시니와 우데르조를 스타로 만들었다. <필로트>지에 연재되던 ’아스테릭스‘가 처음 단행본으로 츨간되었을 때 초판 부수는 6천부에 불과했다. 그러나 두 번째 단행본인 《황금 낫도끼(La Serpe d'oe)》는 초판 2만 부 이상, 세 번째 단행본인 《아스테릭스와 고트족(Astérix et les Goths》는 4만 부 이상 판매되면 큰 인기를 끌었다.이렇게 ’아스테릭스‘시리즈가 높은 판매고를 지속하자 1966년 9월 19일 <렉스프레스(l'Express)>지는 ’프랑스인들의 새로운 영웅, 아스테릭스 현상‘이라는 기사를 커버스토리로 내보내기도 했다.
‘아스테릭스’는 전 세계 40여개 언어로 번역되었는데 이 중에는 라틴어까지 포함되어 있다. 르네 고시니의 사망 뒤에도 ‘아스테릭스’는 우데르조에 의해 계속 유지되었고 1996년까지 총 2억 6천 만 권이 넘는 단행본이 판매되었다. 또한 ‘아스테릭스’는 만화가 아닌 다른 문화산업으로도 영역을 넓혀 만화영화는 물론 실사영화, 라디오 프로그램, 연극 등 다양한 형태로 제작되었으며, 1989년은 프랑스 북동부 플라이리(Plailly)에 테마파크인 아스테릭스 파크(Parc Astérix)가 조성되어 지금까지 유명 관광지로 각광받고 있다.

### 후기활동과 죽음
1970년대 들어 고시니는 이제 본래의 작가 활동뿐만 아니라 그의 대표작들의 영화화에도 참여하기 시작한다. 그러나 그와 우데르조 모두 결과물에 만족하지 못했고, 1974년 직접 영화사인 스튜디오 이데픽스(Studio Idefix)를 설립하고, 1976년 스스로 제작한 첫 영화인 '아스테릭스의 12가지 임무(Les Douze Travaux d’Astérix)'를 발표한다. 1978년 이들은 이데픽스 스튜디오의 두 번째 작품인 '돌턴 형제의 발라드(La Ballade des Dalton)'를 공개하지만 불의의 사고로 사망한 르네 고시니는 이를 보지 못한다.
1977년 11월 5일, 르네 고시니는 검진을 위해 파리의 셰젤(Chazelles)거리에 있는 병원을 찾는다. 이곳에서 그는 의료사고에 의한 것으로 추정되는 급성 심근경색에 의해 향년 51세의 나이로 아깝게 세상을 떠났다.

#### 고시니의 죽음에 대한 프랑스 언론의 반응[7]
“르네 고시니는 만화계에서 파리의 에펠탑, 프랑스 문학의 발자크, 아스테릭스에 대한 오벨릭스의 한마디와 같은 존재였다.”

브뤼노 프라파(Bruno Frappat), 르 몽드(Le Monde), 1977년 11월 8일

 “땡땡이 아스테릭스 앞에 고개를 숙였다.”

에르제(Hergé), 르 마탕(Le Matin) 1977년 11월 7일

## 작품 활동[8][9]

### 만화
| 작품명                                     | 연재 기간   | 연재 잡지              | 그림                           |
| ------------------------------------------ | ----------- | ---------------------- | ------------------------------ |
| 럭키 루크                                  | 1955-1977   | 스피로(Spirou), 필로트 | 모리스                         |
| 모데스트와 팜팜                            | 1955 - 1958 | 땡땡                   | 앙드레 프랑퀸                  |
| 알퐁스                                     | 1957-1958   | 땡땡                   | 티베                           |
| 트릭씨                                     | 1957-1958   | 땡땡                   | 드 무르                        |
| 시뇨르 스파게티                            | 1957-1965   | 땡땡                   | 디노 아타나시오                |
| 프뤼당스 프티파스                          | 1957-1959   | 땡땡                   | 뮤리스 마레샬                  |
| 스트라퐁탱                                 | 1958 - 1964 | 땡땡                   | 롱바르 베르크                  |
| 움파파                                     | 1958-1962   | 땡땡                   | 알베르 우데르조                |
| 아스테릭스                                 | 1959-1977   | 필로트                 | 알베르 우데르조                |
| 방랑자 발렌탕(Valentin le vagabond)        | 1960        | 필로트                 | 장 타바리(Jean Tabary)         |
| 트롱블롱과 보타클로(Tromblon et Bottaclou) | 1962-1963   | 필로트                 | 고다르(Godard)                 |
| 이즈노굿(Iznogoud)                         | 1962-1977   | 리코드(Record), 필로트 | 장 타바리(Jean Tabary)         |
| 레 댕고도시에(Les Dingodossiers)           | 1965-1967   | 필로트                 | 마르셀 고트리브(Marcel Gotlib) |

### 소설
| 작품명                                    | 연재 기간 | 연재 잡지 | 그림         |
| ----------------------------------------- | --------- | --------- | ------------ |
| 꼬마 니콜라                               | 1959-1969 | 필로트    | 장 자크 상페 |
| 랑탕플랑의 기억(Mémoires de Ran–Tan–Plan) | 1974      | 필로트    | 모리스       |

### 영화/TV 프로그램[7]
| 작품명                                           | 발표년도 | 역할           | 종류      |
| ------------------------------------------------ | -------- | -------------- | --------- |
| 세상의 모든 아이들(Tous les enfants du monde)    | 1964     | 시나리오       | 단편영화  |
| 땡땡과 오렌지 블루(Tintin et les Oranges bleues) | 1964     | 각색           | 영화      |
| 골족의 영웅 아스테릭스(Astérix le Gaulois)       | 1967     | 원작           | 만화영화  |
| 골의 두 로마인(Deux Romains en Gaule)            | 1967     | 원작, 시나리오 | TV 영화   |
| 아스테릭스와 클레오파트라(Astérix et Cléopâtre)  | 1968     | 원작           | 만화영화  |
| 데이지 타운(Daisy Town)                          | 1971     | 제작           | 만화영화  |
| 종신연금(Le Viager)                              | 1972     | 시나리오       | 영화      |
| 가스파르(Les Gaspards)                           | 1974     | 시나리오       | 영화      |
| 아스테릭스의 12가지 임무                         | 1976     | 제작           | 만화영화  |
| 작은 역사들(Minichroniques)                      | 1976     | 감독           | TV 시리즈 |
| 달통의 발라드                                    | 1978     | 제작           | 만화영화  |

## 수상
- 1966년 프랑스 알퐁스 알라스 어워드(Le Prix Alphones Allais) 수상. (유머 작품 부문)
- 1967년 프랑스 정부의 기사 작위 수여.(예술과 문학 부문)
- 1974년 스웨덴 애덤슨 어워드(Adamson Awards) 수상. (최고의 만화가상)